# Háromkürtő-zsomboly
A Háromkürtő-zsomboly Magyarország fokozottan védett barlangjai közül az egyik. A Bakony hegység negyedik legmélyebb barlangja az Alba Regia-barlang, a Csengő-zsomboly és a Jubileumi-zsomboly után.

## Leírás
A Balaton-felvidéki Nemzeti Parkban, a Tési-fennsíkon található. Tés központjától kb. 1,5 km-re, szántóföldi környezetben, víznyelőben nyílik. Két bejárata van, amelyek közül a napjainkban használt bejáratot betongyűrűkkel biztosították és vasrács ajtóval van lezárva. Másik bejárata sokkal szűkebb, ferde lyuk és a főbejárattól kb. 8 m-re D-re helyezkedik el. Ezen keresztül tárták fel a zsombolyt.
Felső triász dachsteini mészkőben keletkezett tektonikus hasadékok mentén. Morfológiai szempontból két részre osztható. Felső, kb. 20 m mély, labirintusszerű részére oldott, sima falfelületek jellemzők, amelyek víznyelőként működéskor alakultak ki. A felső rész aljától kezdődő alsó részén pedig csepegő, folydogáló vizek korróziós tevékenységének nyomai figyelhetők meg. Alsó része főként aknákból áll. A barlangban kevés az ásványkiválás. Az alsó részen cseppkövek, korróziós fülkék, csipkék és barázdák alakultak ki. Mangános cseppkőbekérgeződés és borsókőszerű képződmények találhatók a legmélyebben lévő teremben. A cseppkövek áttetszők és fehérek.
Két időszakos nyelőponttal rendelkezik, amelyeken keresztül áradásokkor víz jut a zsombolyba. Jelenleg egyik bejárata sem nyel vizet, de volt olyan a barlang történetében, hogy majdnem 100 m magas vízoszloppal töltődött fel. Az még nem fordult elő, hogy a visszaduzzasztott víz elérte volna a bejáratot. Szivárgó vizek mindig vannak a barlangban. A vízzel való feltöltődés az időszakos víznyelői és a bemosott hordalék miatt történik.
Vízszintes kiterjedése 23 m. Legmélyebb pontja a Záporos-terem. Néhány csontmaradvány mellett 29 csigafajt is meghatároztak kitöltéséből őslénytani kutatásakor. A csigafajok közül több ma már kipusztult a területről és vízi fajok is előkerültek. A vizsgált anyag leginkább fiatal holocénben élt fajokat tartalmazott. Kordos László véleménye szerint a leletegyüttes legrégebbi maradványai legfeljebb középső pleisztocén korúak, de valószínűbb, hogy óholocén korúak. Farkascsontokat is találtak a zsombolyban. Bejárásához a Balaton-felvidéki Nemzeti Park Igazgatóság engedélye és kötéltechnikai eszközök alkalmazása szükséges. Bejárati aknájában, valamint ahol még szükséges, rögzített vaslétrák segítik a közlekedést.
A barlang a három kürtő csatlakozásánál található, felszínközeli rész legtágasabb üregéről a Háromkürtőről lett elnevezve. Előfordul a barlang az irodalmában Csőszpuszta Cave No. 1–12. (Kordos 1977), csőszpusztai I-12-es viznyelő barlangja (Eszterhás 1984), Dögkút-zsomboly (Kordos 1984), Háromkürtő Shaft (Takácsné, Eszterhás, Juhász, Kraus 1989), Háromkürtős-zsomboly (Kárpát 1977), Három-kürtő-zsomboly (Szolga 1977), I-12 (Kordos 1976), I-12. (Kárpát, Szolga 1977), I.-12. (Szolga, Kárpát, Gönczöl, Szarka 1978), I-12. sz. objektum (Kordos 1982) és I.-12.sz. víznyelő barlangja (Szolga 2003) neveken is.

## Kutatástörténet

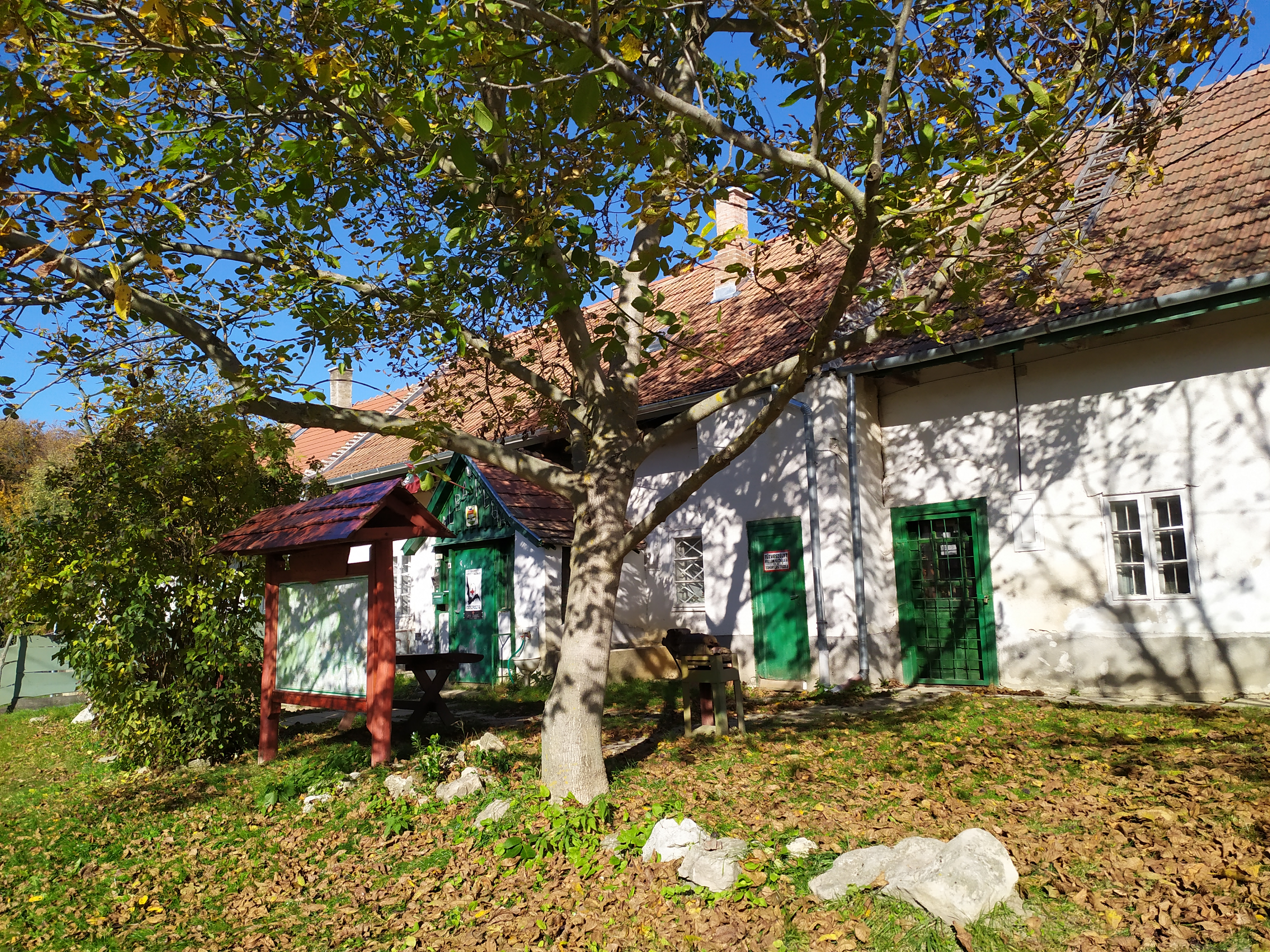
A Tés-Csőszpusztán található Alba Regia Barlangkutató Állomás

Az Alba Regia Barlangkutató Csoport tagjai kezdtek el kutatni a barlang nyelőcsoportjában az 1970-es évek kezdetén. 1974-ben ismeretlenek visszatöltötték a barlangot az addig kihordott törmelékkel és faágakkal. 1975 áprilisában a barlangot 80 m mélységig sikerült feltárni a csoportnak. 1975 májusában 105 m mélységet értek el a zsomboly kutatása során. 1975-ben a csoport tagjai elkészítették a barlang hossz-szelvény térképét és idealizált axonometrikus térrajzát. Ezeket a térképeket Kárpát József szerkesztette. 1976-ban vált országos jelentőségű barlanggá a 4400-as (Bakony) barlangkataszteri területen lévő, tési Csőszpusztai I-12-es barlang.
Az 1976. évi MKBT Beszámolóban napvilágot látott és Kordos László által írt jelentésben szó van arról, hogy a mostanában feltárt, tési Háromkürtő-zsomboly (I-12) több pontjáról kapott Kordos László őslénytani vizsgálatra Szolga Ferenctől (Alba Regia Barlangkutató Csoport) üledékmintát. A minták inkább csigamaradványokat tartalmaztak, mint csontokat. Az 1. minta a Halál depó tetejéről, a járat aljáról és faláról lett gyűjtve. A törmelék bauxitos, limonitos és mangános (?) törmeléket, pizolitokat tartalmazott. Csigák: Carychium cf. minimum Müll. (2 db), Cochlicopa lubricella (2 db), Orcula dolium (1 db), Laciniaria biplicata (2 db), Clausiliidae (1 db), Aegopinella minor (2 db), Daudebardia rufa (1 db), Limacidae (1 db). Gerincesek: Bufo, Ophidia, Myotis bechsteinii.
A 2. minta a száraz-kürtői elülső vakkürtőből lett gyűjtve. Az üledékben homokkő darabok és abból kimállott kvarcit, limonit-mangán gumócskák voltak. A csontok között világos csontok és fekete csontok voltak. Csiga: Discus perspectivicus (1 db). Gerincesek: A világos csontok meghatározatlan törmelék. Fekete csontok: Erinaceus, Arvicolidae. A 3. minta a hátsó vakkürtő felénél bejövő üledékből lett gyűjtve. Hasonló jellegű mint a 2. minta, de itt csak fehér csontok voltak. Csigák: Pisidium (3 db), Carychium minimum (1 db), Cochlicopa lubricella (l db), Vallonia costata (2 db), Clausiliidae (1 db), Vitrea crystallina (1 db), Zonitidae (2 db). Gerincesek: Anura, Chiroptera, Soricidae.
A 4. minta a hátsó vakkürtőből lett gyűjtve. Csigák: Acicula polita, Carychium cf. minimum Müll. (8 db), Cochlicopa lubricella (2 db), Pupilla muscorum (1 db), Orcula doliolum (21 db), Vallonia pulchella (1 db), Vallonia costata (2 db), Acanthinula aculeata (6 db), Ena obscura (13 db), Cochlidina laminata, Laciniaria plicata, Laciniaria biplicata, Ruthenica filograna, Clausiliidae (az utolsó 5 fajból 73 db), Discus rotundatus (1 db), Discus ruderatus (2 db), Punctum pygmaeum (2 db), Vitrea contracta (9 db), Aegopinella minor (3 db), Aegopinella pura (3 db), Oxychilus glaber (2 db), Oxychilus inopinatus (1 db), Daudebardia rufa (4 db), Zonitidae (17 db), Trichia cf. hispida, Helicodonta obvoluta (1 db). Gerincesek: Anguis fragilis, Barbastella barbastellus.
Az 5. minta a hátsó vakkürtővel szemben lévő kis kürtőből lett gyűjtve. Faszenes, növényi magos üledék. Csigák: Carychium cf. minimum Müll. (2 db), Ena obscura (1 db), Laciniaria biplicata, Clausiliidae (2 db), Vitrea contracta (1 db). Gerinces: Rhinolophus hipposideros. A csigafauna alapján megállapítható, hogy értékelhető anyagot csak a 4. minta tartalmaz. Ez cserjés, bokros, talán erdős környezetre és a maival azonos klímára utal. A fauna kora (néhány frissnek látszó héjat kivéve) idősebb holocén lehet, néhány, a fiatal holocénban bevándorolt faj ugyanis hiányzik, ugyanakkor néhány, a területen ma nem élő fajt tartalmaz. A héjak megtartási állapota, színe stb. alapján minden bizonnyal a faunákhoz idősebb anyag (pleisztocén, Riss-Würm?) is keveredett.
A 3. mintában van vízi faj is. Ennek a mintának az anyaga pleisztocén is lehet a héjak megtartása alapján. Az 5. minta csigái minden bizonnyal mostanában elpusztult állatok házai. A gerinces maradványok alapján a következő értékelés adható: Az 1. minta kora felső-pleisztocén, vagy holocén lehet. A 2. mintánál kérdés, hogy a fekete csontok idősebbek-e (a homokkőből málltak ki), vagy egykorúak a világos csontokkal. Csak a középső-pleisztocén jöhet számításba legidősebb korként. A 3. minta közömbös korhatározásra. A 4. minta pleisztocén hideg szakasza nem lehet, legfeljebb melegfázis, de valószínűbb az óholocén besorolás. Az 5. minta egyértelműen holocén, esetleg jelenhez közeli felhalmozódású.
Az 1976-ban összeállított, országos jelentőségű barlangok listájában lévő barlangnevek pontosítása után, 1977. május 30-án összeállított, országos jelentőségű barlangok listáján rajta van a Bakony hegységben, Tésen található barlang Háromkürtő-zsomboly néven. 1977-ben készült el a barlang felső járatainak alaprajz térképe. Az 1977. évi Karszt és Barlang angol nyelvű különszámában megjelent, The longest and deepest caves of Hungary (December 31, 1975) című közleményből megtudható, hogy a Bakony hegységben fekvő, 500 m hosszú, 105 m mély Csőszpuszta Cave No. 1–12. 1975. december 31-én Magyarország 27. leghosszabb és 15. legmélyebb barlangja. A 26. leghosszabb barlang (Meteor-barlang) szintén 500 m hosszú.
Az 1977. december 31-i állapot szerint (MKBT Meghívó 1978. május) a Bakony hegységben lévő, 105 m mély és 256 m hosszú Háromkürtő-zsomboly az ország 18. legmélyebb és 41. leghosszabb barlangja. Az 1977. évi Karszt és Barlangban megjelent összeállítás alapján, 1977. december 31-én Magyarország 45. leghosszabb barlangja a Bakony hegységben elhelyezkedő, 1977. december 31-én 256 m hosszú, 1976-ban kb. 200 m hosszú, 1975-ben pedig kb. 500 m hosszú Háromkürtő-zsomboly. Az összeállítás szerint, 1977. december 31-én Magyarország 20. legmélyebb barlangja a Bakony hegységben elhelyezkedő, 1977. december 31-én 105 m mély, 1976-ban 103 m mély, 1975-ben pedig 105 m mély Háromkürtő-zsomboly. Ez az összeállítás naprakészebb az 1978. májusi MKBT Meghívóban publikált listánál.
1978-ban farkascsontok kerültek elő a barlang kitöltéséből. Ebben az évben 70 m magas vízoszlop töltötte ki a járatrendszert. 1979-ben készült el a barlang izometrikus térképe, amelyet Kárpát József szerkesztett. Az 1980. évi Karszt és Barlang 1. félévi számában publikálva lett, hogy a kiemelt jelentőségű Háromkürtő-zsomboly a 4400-as barlangkataszteri területen (Bakony hegység és É-i előtere) helyezkedik el. A barlangnak 4422/2. a barlangkataszteri száma. Az MKBT Dokumentációs Bizottsága a helyszínen el fogja helyezni, a többi kiemelt jelentőségű barlanghoz hasonlóan, a barlang fémlapba ütött barlangkataszteri számát. A barlangkataszteri szám beütéséhez alapul szolgáló fémlap ugyanolyan lesz mint a többi kiemelt jelentőségű barlang fémlapja.
1982. július 1-től az Országos Környezet- és Természetvédelmi Hivatal elnökének 1/1982. (III. 15.) OKTH számú rendelkezése (1. §. és 3. §., illetve 5. sz. melléklet) értelmében a Bakony hegységben lévő Háromkürtő-zsomboly fokozottan védett barlang. Fokozottan védett barlang tudománytörténeti jelentőségű feltárása miatt lett. Az 1982. szeptember–októberi MKBT Műsorfüzetben meg van említve, hogy a Bakony hegységben található Háromkürtő-zsomboly fokozottan védett barlang. A felsorolásban a barlangnevek az MKBT által jóváhagyott és használt helyesírás szerint, javított formában lettek közölve. 1982-ben Kárpát József felmérte és megszerkesztette az I-12. sz. karsztobjektum szpeotopográfiai térképét.
A Kordos László által írt és az 1982. évi MKBT Beszámolóban közölt áttekintésben meg van említve, hogy az Alba Regia Barlangkutató Csoport tagjai az I-12. sz. objektum Felső-kürtőjéből növényi magokat és csontmaradványokat gyűjtöttek. Utóbbiak fiatal, valószínűleg recens Rhinolophus hipposideros (kis patkósdenevér) és Arvicolidae indet. (pocokféle) maradványok. Az 1984-ben publikált, Lista a Bakony barlangjairól című felsorolásban a Keleti-Bakonyban, a 4422-es barlangkataszteri területen, Tésen elhelyezkedő Háromkürtő-zsomboly további nevei I-12 és csőszpusztai I-12-es viznyelő barlangja. A barlangnak 4422/2 a barlangkataszteri száma. A karsztos barlang 256 m hosszú és 105 m mély. 9 kiemelt jelentőségű, fokozottan védett barlang van a Bakony hegységben, amelyek közül egyik a Háromkürtő-zsomboly. A Bakony hegység harmadik legmélyebb barlangja.
Az 1984-ben megjelent, Magyarország barlangjai című könyv szerint az 1970-es évek egyik legnagyobb barlangfelfedezésének számított a 360 m hosszú és 105 m mély zsomboly felfedezése. Az országos barlanglistában szerepel a barlang Háromkürtő-zsomboly néven I-12. sz. objektum és Dögkút-zsomboly névváltozatokkal. A listához kapcsolódóan látható az Északi-Bakony barlangjainak földrajzi elhelyezkedését bemutató 1:500 000-es méretarányú térképen a barlang földrajzi elhelyezkedése. Az 1987. december 31-i állapot alapján Magyarország 59. leghosszabb barlangja a 4422/2 barlangkataszteri számú, 256 m hosszú Háromkürtő-zsomboly. Az összeállítás szerint az 1977. évi Karszt és Barlangban közölt hosszúsági listában a barlang 256 m hosszú. Az 1987. december 31-i állapot alapján Magyarország 23. legnagyobb függőleges kiterjedésű barlangja a 4422/2 barlangkataszteri számú, 105 m függőleges kiterjedésű Háromkürtő-zsomboly. Az összeállítás szerint az 1977. évi Karszt és Barlangban közölt mélységi listában a barlang 105 m mély. 1988-ban mesterségesen kialakított bejárata ki lett építve és le lett zárva.
Az 1989. évi Karszt és Barlangban lévő, Magyarország barlangjai című összeállításban szó van arról, hogy a Bakony hegységben fekvő Tési-fennsík sok időszakos víznyelője folytatódik ember számára is járható víznyelőbarlangban. Ezeknek a főleg függőleges kiterjedésű, jellegzetesen aknasoros barlangoknak az irodalomban zsomboly a nevük. A Tési-fennsík három zsombolya mélyebb 100 m-nél: a 134 m mély Csengő-zsomboly, a 121 m mély Jubileumi-zsomboly és a 105 m mély Háromkürtő-zsomboly. A Háromkürtő-zsomboly 1975-ben lett felfedezve. A publikációban lévő 1. ábrán (Magyarország térkép) be van mutatva a barlang földrajzi elhelyezkedése. A folyóirat 1989. évi különszámában napvilágot látott ennek az utóbbi tanulmánynak az angol nyelvű változata (The caves of Hungary). Ebben a tanulmányban Háromkürtő Shaft a barlang neve. Az angol nyelvű tanulmányhoz mellékelve megjelent egy olyan lista, amelyben Magyarország legmélyebb barlangjai vannak felsorolva. A felsorolás szerint a Bakony hegységben fekvő, 105 m mély Háromkürtő-zsomboly (Háromkürtő Shaft) 1988-ban Magyarország 23. legmélyebb barlangja. (1977-ben is 105 m mély volt a barlang.)
1990-ben az Alba Regia Barlangkutató Csoportnak volt kutatási engedélye a barlang kutatásához. 1998. május 14-től a környezetvédelmi és területfejlesztési miniszter 13/1998. (V. 6.) KTM rendelete szerint a Balaton-felvidéki Nemzeti Park Igazgatóság illetékességi területén, a Bakony hegységben található Háromkürtő-zsomboly az igazgatóság engedélyével látogatható. 2001. május 17-től a környezetvédelmi miniszter 13/2001. (V. 9.) KöM rendeletének értelmében a Bakony hegység területén lévő Háromkürtő-zsomboly fokozottan védett barlang. Egyidejűleg a fokozottan védett barlangok körének megállapításáról szóló 1/1982. (III. 15.) OKTH rendelkezés hatályát veszti.
A 2003-ban megjelent, Magyarország fokozottan védett barlangjai című könyvben lévő barlangismertetésben az olvasható, hogy hossza 360 m, függőleges kiterjedése 105 m és vízszintes kiterjedése 23 m. A könyvben található, Egri Csaba és Nyerges Attila által készített hosszúsági lista szerint a Bakony hegységben lévő és 4422-2 barlangkataszteri számú Háromkürtő-zsomboly Magyarország 68. leghosszabb barlangja 2002-ben. A 2002-ben 360 m hosszú barlang 1977-ben és 1987-ben 256 m hosszú volt. A könyvben található, Egri Csaba és Nyerges Attila által készített mélységi lista szerint a Bakony hegységben lévő és 4422-2 barlangkataszteri számú Háromkürtő-zsomboly Magyarország 24. legmélyebb barlangja 2002-ben. A 2002-ben 105 m mély barlang 1977-ben és 1987-ben is 105 m mély volt.
A 2005-ben kiadott, Magyar hegyisport és turista enciklopédia című kiadványban önálló szócikke van a barlangnak. A szócikk szerint a Háromkürtő-zsomboly a Bakony hegységben található és 1982-től fokozottan védett természeti érték. A Tési-fennsíkon, 440 m tszf. magasságban van a barlang két bejárata. Triász mészkőben, tektonikus hasadék mentén keletkezett az időszakosan aktív víznyelő. Kutatóakna mélyítésével, 1975-ben tárta fel az Alba Regia Barlangkutató Csoport. A felszínközeli rész legtágabb ürege miatt kapta a nevét. Ez az üreg három kürtő egyesülésével alakult ki. A 360 m hosszú és 105 m mély barlang két jellemző részre tagolódik morfológiai szempontból. A felső rész egy kb. 20 m mélységig követhető labirintusból áll. A felső rész alatti rész függőleges aknákból áll.
Felső részére jellemzők a sima falfelületek, alsó részén a víz korróziós tevékenységének nyomai figyelhetők meg. Szegényes ásványvilága. Néhány helyen a falon fehér és áttetsző cseppkövek, a legmélyebben lévő teremben mangános cseppkőbekérgeződés és borsókőszerű képződmények is vannak. Az állandó, szivárgó vizek mellett nem ritka, hogy egészen víz alá kerül a zsomboly alsó része. Engedéllyel és kötéltechnikai eszközök alkalmazásával járható a lezárt barlang. Az Alba Regia Barlangkutató Csoportról szóló szócikkben meg van említve, hogy a csoport egyik legjelentősebb barlangfeltárása a Háromkürtő-zsomboly feltárása. Kárpát József szócikkében meg van említve, hogy Kárpát József barlangkutatási eredményei közül megemlítendő a Bakony hegységben lévő Háromkürtő-zsomboly 1973. évi feltárása 105 m mélységig.
2005. szeptember 1-től a környezetvédelmi és vízügyi miniszter 22/2005. (VIII. 31.) KvVM rendelete szerint a Balaton-felvidéki Nemzeti Park Igazgatóság működési területén, a Bakony hegységben található Háromkürtő-zsomboly a felügyelőség engedélyével látogatható. 2005. szeptember 1-től a környezetvédelmi és vízügyi miniszter 23/2005. (VIII. 31.) KvVM rendelete szerint a Bakony hegységben lévő Háromkürtő-zsomboly fokozottan védett barlang. 2007. március 8-tól a környezetvédelmi és vízügyi miniszter 3/2007. (I. 22.) KvVM rendelete szerint a Balatoni Nemzeti Park Igazgatóság működési területén lévő Bakony hegységben elhelyezkedő Háromkürtő-zsomboly az igazgatóság engedélyével tekinthető meg. 2013. július 19-től a vidékfejlesztési miniszter 58/2013. (VII. 11.) VM rendelete szerint a Háromkürtő-zsomboly (Bakony hegység, Balaton-felvidéki Nemzeti Park Igazgatóság működési területe) az igazgatóság hozzájárulásával látogatható. 2015. november 3-tól a földművelésügyi miniszter 66/2015. (X. 26.) FM rendelete szerint a Háromkürtő-zsomboly (Bakony hegység) fokozottan védett barlang. 2021. május 10-től az agrárminiszter 17/2021. (IV. 9.) AM rendelete szerint a Háromkürtő-zsomboly (Bakony hegység, Balaton-felvidéki Nemzeti Park Igazgatóság működési területe) az igazgatóság engedélyével látogatható. A 13/1998. (V. 6.) KTM rendelet egyidejűleg hatályát veszti.